# Castell de Força Real

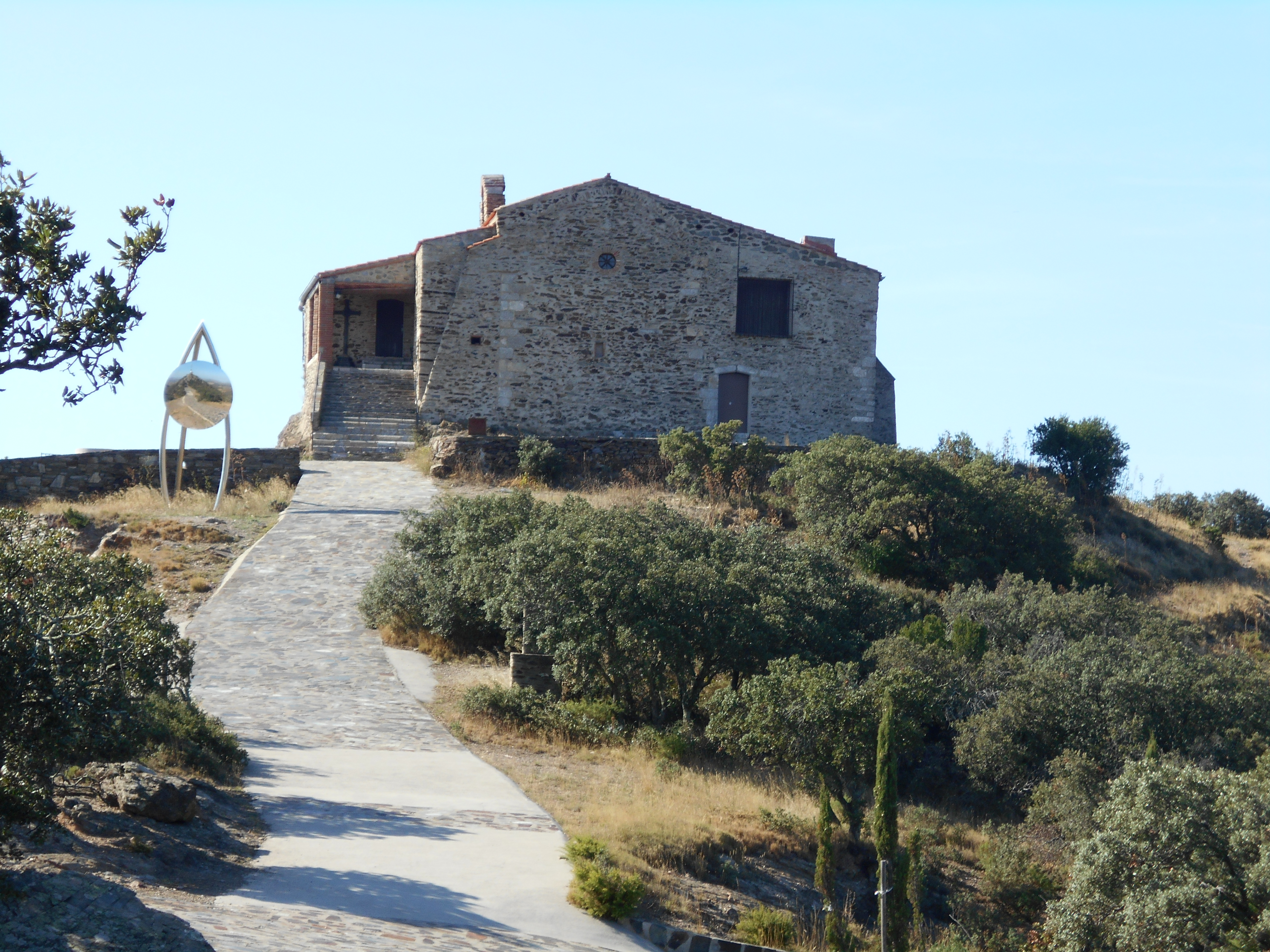
Lloc on era el castell

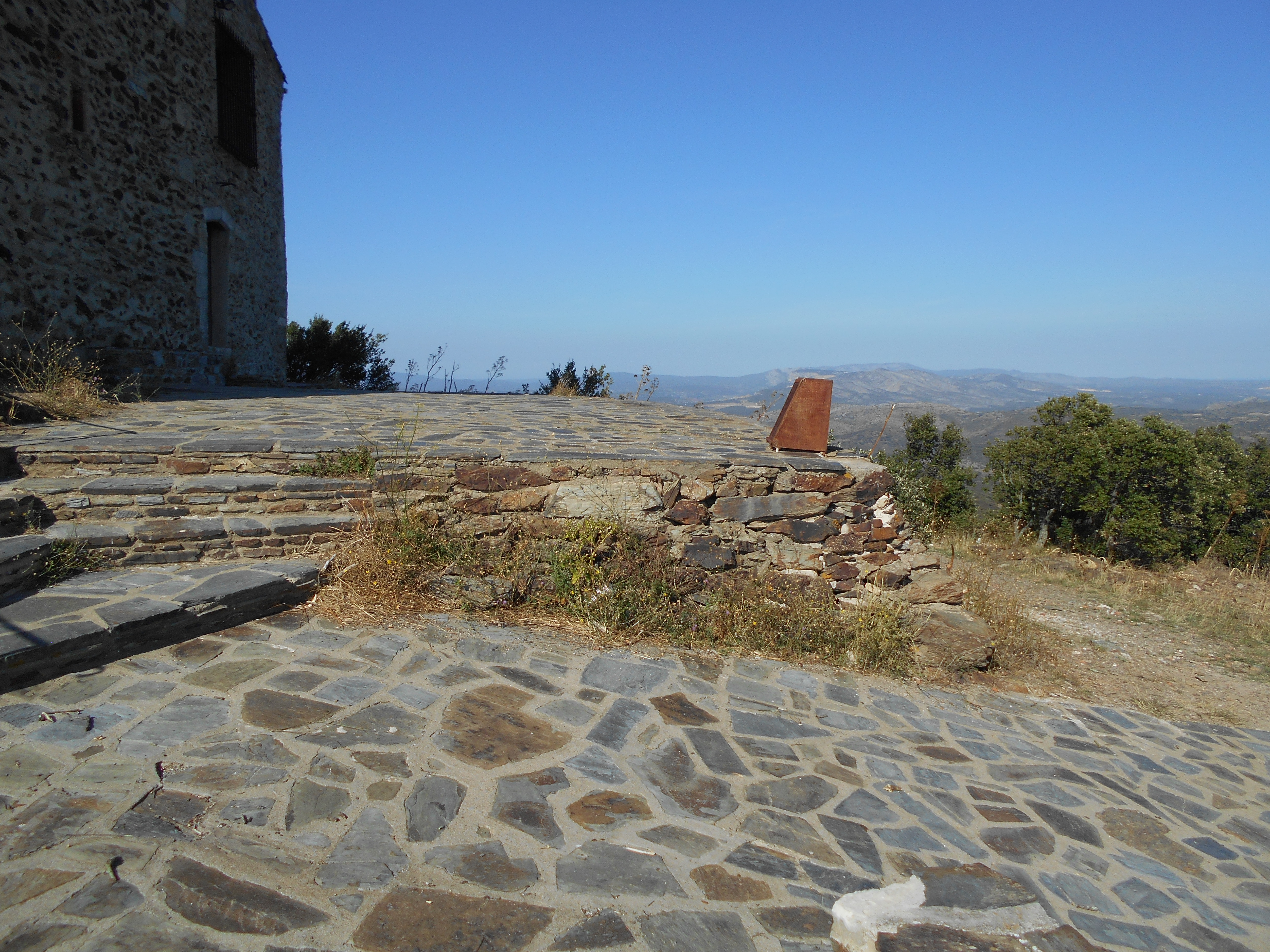
Lloc on era el castell

El Castell de Força Real era un castell medieval d'estil romànic del segle x, situat en el límit de les comunes de Millars i de Montner, a la comarca del Rosselló (Catalunya del Nord).
El castell, quasi del tot desaparegut, era a prop i a llevant de les restes del santuari actual de Nostra Senyora de Força Real.
Documentat des del 1322 com a fortalicium et turris castri de Força Real, aquest castell tingué un gran paper estratègic per la seva situació ran de frontera entre Catalunya i el Llenguadoc. En resten part d'una cisterna, i, a prop i a ponent, una antiga torre de senyals (Torre de Montner) contemporània del castell, que va ser aprofitada com a capçalera del santuari.